# Голубовский, Борис Эдуардович
Борис Эдуардович Голубовский (1923—1945) — старший лейтенант Рабоче-крестьянской Красной Армии, участник Великой Отечественной войны, Герой Советского Союза (1945).

## Биография
Борис Голубовский родился 25 апреля 1923 года в селе Дубовая (ныне — Полесский район Киевской области Украины) в крестьянской семье. В августе 1941 года он был призван на службу в Рабоче-крестьянскую Красную Армию. В 1942 году Голубовский окончил Орловское бронетанковое училище. С февраля того же года — на фронтах Великой Отечественной войны. Принимал участие в боях на Воронежском, Юго-Западном и 1-м Прибалтийском фронтах. К августу 1944 года старший лейтенант Борис Голубовский командовал ротой 79-й танковой бригады 19-го танкового корпуса 43-й армии 1-го Прибалтийского фронта. Отличился во время освобождения Литовской ССР.
5-10 августа 1944 года Голубовский во главе передового отряда, состоящего из четырёх танков Т-34, выбил немецкие войска с их позиций и ворвался в местечко Нямунелё-Радвилишкис, где уничтожил танк «Тигр» и САУ «Фердинанд». В бою был ранен, но поля боя не покинул, продолжая вести бой. Когда танк Голубовского загорелся, он выбрался из него и автоматным огнём уничтожил большое количество солдат и офицеров противника. Действия Голубовского и его отряда способствовали успешному выполнению боевой задачи.
Указом Президиума Верховного Совета СССР от 24 марта 1945 года старший лейтенант Борис Голубовский был удостоен высокого звания Героя Советского Союза с вручением ордена Ленина и медали «Золотая Звезда».
В одном из последующих боёв Голубовский получил тяжёлое ранение, от которого скончался 17 июля 1945 года. Похоронен в Риге на кладбище Райниса.
Был также награждён орденом Отечественной войны 2-й степени и медалью. В честь Голубовского названа улица в посёлке Полесское, там же установлен его бюст.